# Піма (округ, Аризона)
Шаблон:StateAbbr_ 32°03′55″ пн. ш. 111°49′15″ зх. д. / 32.065277777778° пн. ш. 111.82083333333° зх. д.
Округ Піма (англ. Pima County) — округ (графство) у штаті Аризона. Ідентифікатор округу 04019.

## Історія
Округ утворений 1864 року.

## Демографія
За даними перепису
2000 року
загальне населення округу становило 843746 осіб, зокрема міського населення було 772583, а сільського — 71163.
Серед мешканців округу чоловіків було 412562, а жінок — 431184. В окрузі було 332350 домогосподарств, 212092 родин, які мешкали в 366737 будинках.
Середній розмір родини становив 3,06.
Віковий розподіл населення поданий у таблиці:
| Стать    | До 15 років | 15-21 | 22-29 | 30-39 | 40-49 | 50-65 | 65-85 | Понад 85 |
| -------- | ----------- | ----- | ----- | ----- | ----- | ----- | ----- | -------- |
| Чоловіки | 89089       | 44878 | 48387 | 58970 | 59605 | 60084 | 47223 | 4326     |
| Жінки    | 84592       | 44695 | 46121 | 59220 | 62673 | 65945 | 59192 | 8746     |

## Суміжні округи
- Марікопа — північ
- Пінал — північ
- Грем — північний схід
- Кочіс — схід
- Санта-Круз — південний схід
- Altar Municipality[en] — південь
- Caborca Municipality[en] — південь
- Plutarco Elías Calles Municipality[en] — південь
- Sáric Municipality[en] — південь
- Юма — захід

## Виноски
1. ↑  American FactFinder. Бюро перепису населення США. Архів оригіналу за 26 лютого 2012. Процитовано 31 січня 2008.

| США | Це незавершена стаття з географії США. Ви можете допомогти проєкту, виправивши або дописавши її. |